# بیلی جین کینگ
بیلی جین کینگ (انگلیسی: Billie Jean King؛ متولد ۲۲ نوامبر ۱۹۴۳) قهرمان بازنشسته تنیس است وی دارای ۳۹ عنوان گرند اسلم است که شامل قهرمان زنان جهان در ۱۲ دوره مسابقات تک‌نفره، ۱۶ عنوان دو نفره و ۱۱ عنوان مختلط است.
«بیلی جین موفیت» در ۲۲ نوامبر سال ۱۹۴۳ در لانگ بیچ، کالیفرنیا متولد شد. پدرش «بیل» یک آتش‌نشان و مادرش بتی یک خانه‌دار بود.
خانواده Moffitt ورزشی بود. بیل قبل از تبدیل شدن به یک آتش‌نشان، یک تست ورزشی برای یکی از تیم‌های NBA انجام داد. بتی نیز خود یک شناگر بود. برادر بیلی جین، رندی، متولد سال ۱۹۴۸، برای ۱۱ سال برای چندین تیم اصلی لیگ بیسبال ازجمله: غول‌های سان فرانسیسکو (1972-1981 San Francisco Giants)، هوستون آستروس (1982 Houston Astros) و (1983 Toronto Blue Jays) بازی کرد.
اولین ورزش بیلی جین بسکتبال بود. پس از آن شروع به بازی سافت بال*بیسبال* کرد، و در ۱۰ سالگی، در یک تیم ۱۴نفره شرکت کرد و جایزه مسابقات قهرمانی شهر را به دست آورد.
با ورود به کلاس پنجم، او از پدرش پرسید که چه ورزشی می‌تواند موفقیت او را در آینده به همراه داشته باشد. پدرش به تنیس اشاره کرد و کمی بعد از آن، بیلی جین به وسیله دوستش، سوزان ویلیامز، به این ورزش معرفی شد. سوزان او را به یک باشگاه کشوری برد، جایی که بیلی جین برای اولین بار بازی کرد. از لحظه ای که توپ را روی راکت گذاشت، بیلی جین می‌دانست که چه می‌خواهد با زندگی اش انجام دهد. با استفاده از راکتی که از پول کارهای فردی خود خریداری کرده بود، او شروع به بازی در مکان‌های عمومی لانگ بیچ کرد. ورزشکار جوان حد بالای بازی تنیس را برای خود متصور بود. بیلی جین به مادرش گفت: «من قصد دارم شماره ۱ در جهان باشم.» با این حال، او به زودی متوجه شد که استانداردهای زنان جوان در بازی تنیس متفاوت از مردان جوان است. کینگ به مردم نشان داد که زن ها هم در تنیس بازی کردن قوی هستند.
در هنگام شرکت در یک مسابقه در باشگاه تنیس لس آنجلس در سال ۱۹۵۵، بیلی جین از همراهی در یک عکس گروهی با بازیکنان جوان تنیس محروم شد زیرا او به جای لباس تنیس که به‌طور سنتی توسط ورزشکاران زن استفاده می‌شد، شلواری را پوشید که مادرش برای او را دوخته بود. او این بی عدالتی را لمس کرد و آن را به عنوان منشأ قدرت هم در بازی تنیس و هم در حمایت اجتماعی خود در آینده به کار برد.
زمانی که در سال ۱۹۵۸ و در مسابقات قهرمانی تنیس جنوب کالیفرنیا برنده شد، بیلی جین به عنوان یک استعداد تماشایی که پا را فراتر از محدوده سنی خود گذاشته ظاهر شد. در سال ۱۹۵۹، بیلی جین تبدیل به یک تنیسور حرفه‌ای شد، و تنیسور سابق زنان «آلیس ماربل» (Alice Marble) مربی او شد. از سال ۱۹۶۱ تا ۱۹۶۴ او در دانشگاه ایالت کالیفرنیا، لس آنجلس حضور داشت و همچنان در مسابقات شرکت کرد و نیز به عنوان مربی تنیس کار می‌کرد. او در سال ۱۹۶۵ با دانشجوی حقوق دانشگاه، لری کینگ (Larry King) ازدواج کرد.
در سال ۱۹۶۱، بیلی جین برای اولین بار و رسماً به عنوان یک چهره بین‌المللی شناخته شد، زمانی که او به همراه «کارن هانتزسسمن» (Karen Hantze Susman) جوانترین زنانی بودند که عنوان قهرمانی تنیس دوبل زنان ویمبلدون را کسب کردند. بلافاصله پس از آن، بیلی جین یک دوره آموزش فشرده را آغاز کرد تا بتواند توانایی خود را به حداکثر برساند. تلاش او در سال ۱۹۶۶ نتیجه داد، زمانی که او اولین قهرمانی بزرگ خود را در ویمبلدون به دست آورد. او پیروزی خود را در سال‌های ۱۹۶۷ و ۱۹۶۸ تکرار کرد. او در سال ۱۹۶۷ اولین قهرمانی خود را در U.S. Open Singles و متعاقباً در سال بعد قهرمانی در Australian Open Singles را به این دستاوردها، اضافه کرد. در سال ۱۹۶۶، بیلی جین کینگ در جایگاه یک دختر جوان، هنگامی که او در رتبه اول تنیس زنان در جهان قرار داشت به هدف خود رسید. او در رتبه‌بندی رتبه ۱ را برای پنج سال دیگر (۱۹۶۷–۱۹۶۸، ۱۹۷۱–۱۹۷۲، و ۱۹۷۴) تکرار کرد.
سرعت رعد آسا، بازی نیرومند و بک هندهای قوی او و عناوین قهرمانی تنیس بیلی جین تنها نیمی از داستان اوست.
. در سال ۱۹۷۰، او به تور ویرجینیا اسلیمز برای زنان پیوست و در سال ۱۹۷۱، وی اولین زن ورزشکاری بود که بیش از ۱۰۰٬۰۰۰ دلار جایزه به دست آورد. با این حال، هنگامی که او در سال ۱۹۷۲ برنده U.S. Open شد، ۱۵٬۰۰۰ دلار کمتر از قهرمان مردان، الی نستازه دریافت کرد.